# Aven Colony
Aven Colony là một game chiến lược xây dựng thành phố do hãng Mothership Entertainment phát triển và Team17 phát hành. Bản Beta được phát hành vào ngày 8 tháng 9 năm 2016 trên Microsoft Windows. Cốt truyện chính xoay quanh việc định cư trên một hành tinh xa lạ, đồng thời phải ra sức xây dựng một thuộc địa mới để giúp nhân loại tồn tại.

## Lối chơi
Aven Colony liên quan đến việc xây dựng một thành phố mới của con người trên Aven Prime, một hành tinh xa lạ cách Trái Đất vài năm ánh sáng. Người chơi sẽ giám sát việc xây dựng, thu thập tài nguyên và những cư dân trong thuộc địa non trẻ này. Thuộc địa phải được xây dựng ngay từ ban đầu và theo thời gian, những người thực dân sẽ kéo về đây ngày càng đông. Có nhiều loại công trình khác nhau, từ các công trình giống như lều cho đến những tòa nhà chọc trời và thang máy vũ trụ. Những công trình này phục vụ nhiều mục đích bao gồm tạo oxy, khu sinh hoạt, trồng thực phẩm, khai thác tài nguyên, bảo vệ thuộc địa, thăm dò và mở rộng. Drone bay được sử dụng để xây dựng, nâng cấp, tái chế và quản lý mọi thứ trong thuộc địa. Người dân thuộc địa tự di chuyển xung quanh bằng những chiếc xe bay. Có một chu kỳ ngày và đêm, và trong suốt chu kỳ ban đêm mọi thứ bị đóng băng vì vậy thức ăn sẽ không phát triển và các tấm pin mặt trời không tạo ra điện. Thuộc địa cũng phải đối phó với các điều kiện môi trường khác nhau bao gồm bão, lốc cát, khí độc và bão tuyết. Còn có một sinh vật ngoài hành tinh gọi là "the creep" mọc trên các tòa nhà và bao phủ bằng các xúc tu của nó; tuy nhiên, người chơi có thể dùng thiết bị bay không người lái để loại bỏ "the creep". Có những mối hiểm dọa ngoài hành tinh khác có thể tấn công thuộc địa chẳng hạn như plague spore, hovering guardian và cultist airship, người chơi có thể đề phòng những cuộc tấn công này thông qua việc xây dựng các công trình phòng thủ để bảo vệ thuộc địa. Bên cạnh đó, việc tiến hành nghiên cứu giúp cải thiện các loại cây trồng có thể được trồng và có hơn một chục loại cây trồng khác nhau. Game còn có hệ thống tinh thần dễ bị ảnh hưởng bởi nhiều yếu tố khác nhau bao gồm thực phẩm, điều kiện sống, việc làm, tội phạm và chính sách xã hội do người chơi đặt ra. Cuộc bầu cử thường xuyên được tổ chức, trong đó công dân có thể sa thải người chơi nếu tinh thần quá thấp. Các đồ tạo tác của người ngoài hành tinh cổ đại có thể được phát hiện và sử dụng khi các thuộc địa mở rộng. Các thuộc địa phụ có thể được xây dựng trong khu vực xung quanh thuộc địa chính, có bốn loại thuộc địa khác nhau.
Để giúp kiểm soát tất cả mọi thứ, game có tới mười hai menu khác nhau cung cấp thông tin cho người chơi về thuộc địa. Các menu này bao gồm những thông tin chi tiết về công dân, việc làm, di chuyển, hạnh phúc, tội phạm, tài nguyên, điện, nước, không khí, cây trồng, công trình và thiết bị bay không người lái. Tốc độ trò chơi có thể được điều chỉnh lên đến tám lần tốc độ bình thường và tạm dừng bất cứ lúc nào. Có 3 chế độ camera khác nhau cung cấp mỗi cho người chơi kiểu xem khác nhau về thuộc địa và khu vực xung quanh, các chế độ này bao gồm: camera giám sát, camera vệ tinh và bản đồ toàn thế giới.
Có hai chế độ chơi chính. Phần chơi chiến dịch (Campaign Mode) bao gồm nhiều nhiệm vụ để hoàn thành và trong mỗi nhiệm vụ có các mục tiêu mà người chơi phải đáp ứng để hoàn thành nhiệm vụ. Trong phần chơi kiểu tự do (Sandbox Mode), người chơi có thể thiết lập điều kiện ban đầu, sau đó xây dựng một thuộc địa trên một thế giới mở kết thúc mà không có mục tiêu cụ thể.

## Phát triển
Aven Colony đã được phát triển trong hai năm rưỡi. Phiên bản beta được phát hành vào ngày 8 tháng 9 năm 2016 trên Itch.io và phiên bản đầy đủ của trò chơi đã được phát hành để tải xuống vào ngày 25 tháng 7 năm 2017 trên Steam, Itch.io, Xbox One và PlayStation 4. Một phiên bản đóng hộp đã có sẵn từ ngày 1 tháng 8 năm 2017.
Kể từ khi phát hành trò chơi đã có nhiều bản cập nhật nhỏ bổ sung các tính năng mới, cải thiện hiệu suất và sửa lỗi. Bản cập nhật lớn đầu tiên được phát hành cho PC vào ngày 31 tháng 8 năm 2017 và được gắn nhãn là "Content drop one". Bản cập nhật này bổ sung thêm 11 công trình mới bao gồm; một thang máy vũ trụ, một đơn vị khử độc và các công trình trang trí mới. Bản cập nhật này cũng có một bản đồ sandbox mới có tên là "Serpent Isle" và một hệ thống giao thông mới sử dụng xe bay. Bản content drop này đã được phát hành cho Playstation 4 và Xbox One vào ngày 19 tháng 12 năm 2017.
Bản cập nhật lớn thứ hai cho game được phát hành cho PC vào ngày 5 tháng 12 năm 2017. Bản cập nhật này được dán nhãn là "Content drop two: The Expedition Update". Bản cập nhật này chủ yếu tập trung vào việc cho phép mở rộng thuộc địa của người chơi đến các thuộc địa phụ trên toàn thế giới. Như vậy, các tính năng mới bao gồm bốn loại khu định cư từ xa khác nhau, một tòa nhà mới cho các khu định cư từ xa có tên là "The colony terminal", loại phi thuyền lớn được dùng để xây khu định cư từ xa, một trung tâm thám hiểm hai tầng mới. Có nhiều cải tiến cho góc quay camera giúp chuyển đổi dễ dàng hơn giữa các góc nhìn khác nhau và góc quay camera vệ tinh mới đã được thêm vào. Góc nhìn bản đồ thế giới được cải thiện hơn nữa và hiện lên cho người chơi thấy các mối đe dọa xảy đến trước khi chúng ập tới thuộc địa. "The Cult of the Seterdari" là một kẻ thù mới có thể tấn công thuộc địa bằng cách sử dụng những loại tàu bay của chúng. Bản cập nhật này cũng bao gồm các cải tiến cho hình dạng mặt nước cũng như sửa nhiều lỗi khác trong game.

## Đón nhận
Metacritic chấm cho game số điểm 73/100 , Polygon chấm cho game số điểm 5/10,